# 苏小卫
苏小卫（1960年—），笔名思芜、秋实，中国编剧，国家广电总局电影剧本中心副主任，两次获得金鸡奖、华表奖、金鹿奖最佳编剧。

## 生平
小学和中学主要在北京景山学校就读。1969年小学二年级时跟着父母上干校直到五年级，都是在石家庄郊区杜北公社东营学校。1978年考入首都师范大学中文系。1982年毕业后在北京郊区的房山师范学校当老师。1987年7月取得北京师范大学现代文学专业硕士学位，并与当时担任美术指导的霍建起结婚，两年后生下了儿子霍亮。1988年在中宣部文艺局文学处、影视处工作，调离前任影视处处长。
1993年，她向霍建起提起一个关于残疾运动员的题材，表示自己正在创作剧本希望能够由他来导演。
这部《赢家》在1996年初上映后获得电影金鸡奖导演处女作，她也首次入围金鸡奖最佳编剧；华表奖优秀影片奖、最佳编剧奖；上海影评人优秀最佳导演奖、长春电影节最佳编剧奖、大学生电影节导演处女作奖等多项大奖。与霍建起夫妻俩捆绑式合作的《那山、那人、那狗》《说出你的秘密》《蓝色爱情》《生活秀》《暖》《情人结》《荷香》等多部作品，享誉国内外，夺得无数大奖。他俩也被圈内人士及媒体记者称为“最佳电影夫妻档”。《沂蒙六姐妹》获华表奖2007－2008年度优秀编剧奖。《唐山大地震》是她首次以自己名字苏小卫署名编剧的电影。 截止2011年的第28届金鸡奖，她第六次入围最佳编剧，成为入围与获奖次数最高记录保持者。
2011年与丈夫霍建起合作的《秋之白华》获得了很好的评价，国内评论认为无论叙事方式还是整体风格都对以往的主旋律题材有了亮眼的突破和创新。

## 获奖与提名
| 中国电影金鸡奖    |          |                  |          |
| 年份/届次         | 奖项名称 | 入围作品         | 评奖结果 |
| 1995年 （第15届） | 最佳编剧 | 《赢家》         | 提名     |
| 1999年 （第19届） | 最佳编剧 | 《那山那人那狗》 | 提名     |
| 2002年 （第22届） | 最佳编剧 | 《生活秀》       | 获奖     |
| 2003年 （第23届） | 最佳编剧 | 《暖》           | 获奖     |
| 2009年 （第27届） | 最佳编剧 | 《沂蒙六姐妹》   | 提名     |
| 2011年 （第28届） | 最佳编剧 | 《唐山大地震》   | 提名     |

| 大众电影百花奖    |           |                |          |
| 年份/届次         | '奖项名称 | 入围作品       | 评奖结果 |
| 2011年 （第31届） | 最佳编剧  | 《唐山大地震》 | 获奖     |

| 中国电影华表奖    |          |                |          |
| 年份/届次         | 奖项名称 | 入围作品       | 评奖结果 |
| 1995年 （第02届） | 优秀编剧 | 《赢家》       | 获奖     |
| 1999年 （第13届） | 优秀编剧 | 《沂蒙六姐妹》 | 获奖     |

| 中国长春电影节    |          |                |          |
| 年份/届次         | 奖项名称 | 入围作品       | 评奖结果 |
| 1993年 （第03届） | 最佳编剧 | 《赢家》       | 获奖     |
| 2010年 （第10届） | 最佳编剧 | 《沂蒙六姐妹》 | 获奖     |

| 中国电影导演协会奖 |          |              |          |
| 年份/届次          | 奖项名称 | 入围作品     | 评奖结果 |
| 2011年 （第03届）  | 最佳编剧 | 《秋之白华》 | 提名     |